# Nico Olsak
Nicolás Olsak, detto Nico (Buenos Aires, 25 novembre 1991), è un ex calciatore argentino con cittadinanza israeliana, di ruolo centrocampista.